# 1728
1728（千七百二十八、せんななひゃくにじゅうはち）は自然数、また整数において、1727の次で1729の前の数である。

## 性質
- 1728は合成数であり、約数は1, 2, 3, 4, 6, 8, 9, 12, 16, 18, 24, 27, 32, 36, 48, 54, 64, 72, 96, 108, 144, 192, 216, 288, 432, 576, 864, 1728 である。
  - 約数の和は5080。
  - 425番目の過剰数である。1つ前は1722、次は1734。
- 1728 = 123
  - 12番目の立方数である。1つ前は1331、次は2197。
  - n = 3 のときの 12n の値とみたとき、1つ前は144、次は20736。
  - 十二進法では 1000 となる。
- 1728 = (2 × 6)3
  - n = 6 のときの (2n)3 の値とみたとき1つ前は1000、次は2744。(オンライン整数列大辞典の数列 A016743)
  - n = 2 のときの (6n)3 の値とみたとき1つ前は216、次は5832。(オンライン整数列大辞典の数列 A016911)
- 1728 = (3 × 4)3
  - n = 4 のときの (3n)3 の値とみたとき1つ前は729、次は3375。(オンライン整数列大辞典の数列 A016767)
  - n = 3 のときの (4n)3 の値とみたとき1つ前は512、次は4096。(オンライン整数列大辞典の数列 A016803)
  - n = 1 のときの  {4(2n + 1)}3 の値とみたとき1つ前は64、次は8000。(オンライン整数列大辞典の数列 A017115)
- 1728 = 123 = 63 + 83 + 103
  - 異なる3つの立方数の和1通りで表せる121番目の数である。1つ前は1701、次は1730。(オンライン整数列大辞典の数列 A025399)
- 1728 = 8 × 216 = 23 × 63
  - n = 3 のときの 8 × 6n の値とみたとき、1つ前は288、次は10368。
- 363番目のハーシャッド数である。1つ前は1725、次は1729。
  - 18を基とする42番目のハーシャッド数である。1つ前は1692、次は1746。
  - 立方数がハーシャッド数になる7番目の数である。1つ前は1000、次は4913。
- 1728 = 26 × 33
  - 2つの異なる素因数の積で p 6 × q 3 の形で表せる最小の数である。次は5832。(オンライン整数列大辞典の数列 A179694)
  - 2 i × 3 j (i ≧ 1, j ≧ 1) の形で表せる29番目の数である。1つ前は1536、次は1944。(オンライン整数列大辞典の数列 A033845)
    - この形で表せるN進法では、逆数が有限小数になる。六進法では 1/12000 = 0.000043、十二進法では 1/1000 = 0.001、十八進法では 1/560 = 0.0036D9 となる。

  - 3の冪指数が3なので、十進法では 1/1728 = 0.000578703… となる。(下線部は循環節で長さは3)
- 1728 = 1 × 2 × 3 × 4 × 6 × 12
  - 12 の約数の積で表せる数である。1つ前は11、次は13。(オンライン整数列大辞典の数列 A007955)
- n = 1728 のとき n と n + 1 を並べた数を作ると素数になる。n と n + 1 を並べた数が素数になる167番目の数である。1つ前は1722、次は1742。(オンライン整数列大辞典の数列 A030457)
- 1728 = 422 − 36
  - n = 42 のときの n 2 − 36 の値とみたとき1つ前は1645、次は1813。(オンライン整数列大辞典の数列 A098847)
- 1728 = 432 − 121
  - n = 43 のときの n 2 − 112 の値とみたとき1つ前は1643、次は1815。(オンライン整数列大辞典の数列 A132764)
- 1728 = 722 / 3 = (3 × 24)2 / 3
  - n = 24 のときの (3n) 2/3 とみたとき1つ前は1587、次は1875。
- 約数の和が1728になる数は14個ある。(690, 714, 770, 994, 1034, 1054, 1065, 1113, 1173, 1265, 1293, 1309, 1633, 1643) 約数の和14個で表せる3番目の数である。1つ前は1680、次は2688。
- 各位の和が18になる92番目の数である。1つ前は1719、次は1737。

## その他 1728 に関連すること
- 西暦1728年
- 1728個は 12×144 個すなわち12グロスであり、これを1グレートグロスという。